# Lee So-young
Lee So-young (in coreano 이소영; 17 ottobre 1994) è una pallavolista sudcoreana.
Gioca nel ruolo di schiacciatrice nel GS Caltex Seoul.

## Carriera

### Club
La carriera di Lee So-young inizia nei tornei scolastici sudcoreani. Fa il suo esordio da professionista col GS Caltex Seoul, con cui debutta in V-League nella stagione 2012-13, aggiudicandosi subito la Coppa KOVO e arrivando fino alla finale scudetto; al termine del campionato viene premiata come miglior esordiente della V.League.

### Nazionale
Debutta nella nazionale sudcoreana nel 2014. Nel 2019 conquista la medaglia di bronzo al campionato asiatico e oceaniano.

## Palmarès

### Club
- Coppa KOVO: 1

2012

### Premi individuali
- 2013 - V-League: Miglior esordiente
- 2014 - Coppa KOVO: Most Impressive Player